# Mira Mladějovská
Mira Mladějovská (* 9. března 1899, Praha - 9. ledna 1969 tamtéž) byla česká historička umění, archivářka, muzejní a vlastivědná pracovnice, publicistka, básnířka a zakladatelka ženského skautingu v Československu, turistka.

## Život

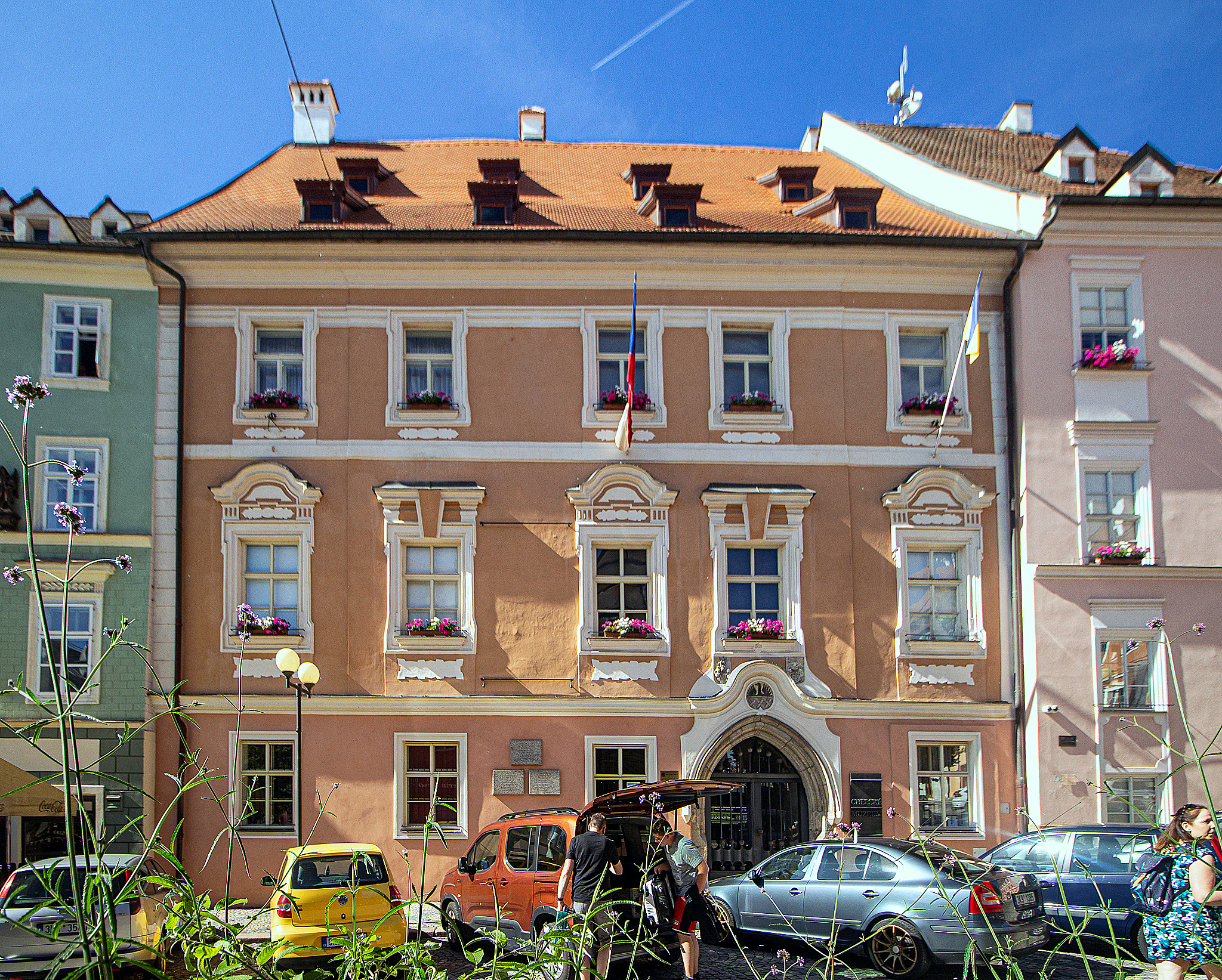
Pachelbelův dům na nám. Krále Jiřího z Poděbrad v Chebu, sídlo Městského muzea

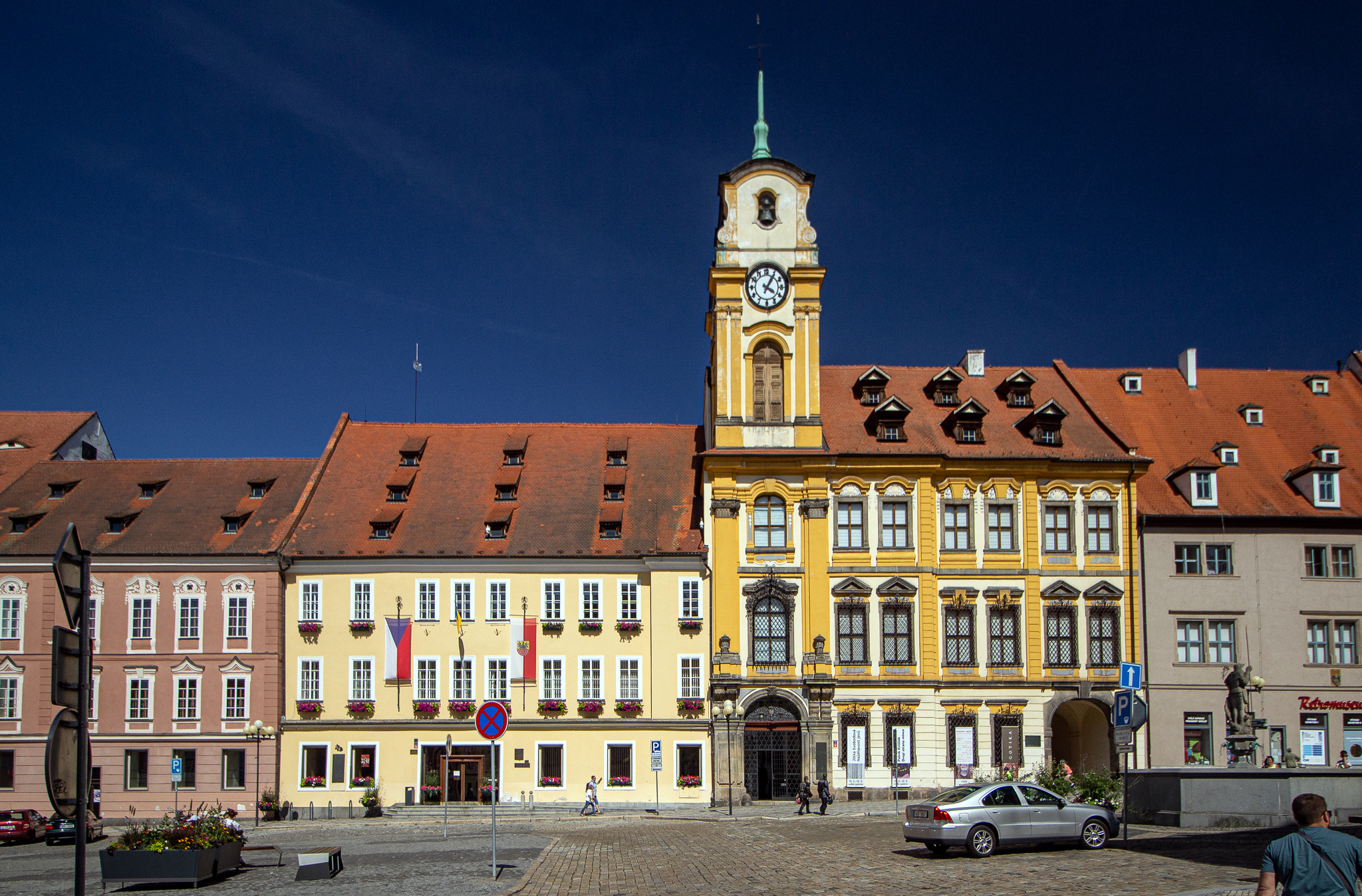
Chebská radnice, sídlo galerie na nám. Krále Jiřího z Poděbrad

Pocházela z rodiny profesora balneologa na Karlově univerzitě a fyzioterapeuta v Mariánských Lázních, MUDr. Vladislava Mladějovského (1866-1935, klimatické lázně Rožnov pod Radhoštěm, Mariánské lázně). Měla sestru Renée Mladějovskou-Heřmanovou, která byla archeoložka. Mira Mladějovská maturovala roku 1920 na gymnáziu na Královských Vinohradech v Praze, a v letech 1920-1927 studovala dějiny umění (prof. Karel Chytil, Vojtěch Birnbaum) a klasickou archeologii (H. Vysoký) na Filozofické fakultě UK. Roku 1927 zakončila studia obhajobou rigorózní práce Giovanni da Udine a grotesky.
Od roku 1926 se aktivně spolu se svou sestrou věnovala dívčímu skautingu a pořádání dívčích lesních škol. Po skončení druhé světové války převzala Mira Mladějovská vedení Chebského muzea po Janu Kubínovi, v polovině roce 1945 dosazeném coby správce. Do té doby pomáhala předválečnému archiváři a zakladateli Národopisného muzea (Museum für Volkskunde) Dr. Heribertu Sturmovi při navrácení archiválií a městských sbírek z válečné úschovy. Projevila mravní velikost a osobní odvahu, když se zasazovala o slušné zacházení s vyháněnými Němci, a když marně intervenovala za vyjmutí Dr. Sturma z „odsunu“ s poukazem na jeho morální a odborné kvality a zásluhy o kulturní dědictví Chebu, a kritizovala úroveň nových českých kádrů. Dr. Heribert Sturm byl nucen odejít do Bavorska, kde vedl archiv v Ambergu a stál u zrodu Collegia Carolina v Mnichově.
V letech 1946-1950 byla ředitelkou archivu a muzea města Chebu a zároveň konzervátorkou Státní památkové péče pro okresy Cheb a Aš. Roku 1951 byla i přes protesty tehdejšího archivního inspektora z funkce ředitelky městského archivu propuštěna. 
Od roku 1950 byla ředitelkou Městské obrazové galerie na chebské radnici a od roku 1955 byla odbornou pracovnicí chebského muzea. Její působení se vyznačovalo velmi citlivým a fundovaným zacházením s archiváliemi většinou německé provenience. Stejně citlivého a ohleduplného zacházení se jí nedostalo od nastupujícího komunistického režimu.
Roku 1962 ve spolupráci s Národní galerií v Praze spoluzaložila Státní galerii výtvarného umění v Chebu a až do své smrti (1969) byla spolupracovnicí jejího ředitele Bojmíra Hutty.
Mira Mladějovská poslední roky svého života strávila v Milíkově u Mariánských Lázní. Zemřela v Praze 9. ledna roku 1969.

## Dílo